# Soda Springs
Soda Springs är administrativ huvudort i Caribou County i Idaho och har varit countyts huvudort sedan 1919. Soda Springs hade 3 058 invånare enligt 2010 års folkräkning.